# المعافى بن عمران بن نفيل الدوسي
أبو مسعود المُعَافَى بن عِمْران بن نُفَيل بن جابر بن جَبَلة الأزدي الموصلي عالم مسلم ومن العباد في وقته، وله مصنفات في الزهد والسنن والفقه والأدب وغير ذلك. ولد بمدينة الموصل في أوائل عقد 120 هـ، وتوفي ودفن بها في 185 هـ تقريباً.

## أبرز مشايخه وتلامذته

### مشايخه
سمع من هشام بن حسان، وجعفر بن برقان، وحنظلة بن أبي سفيان، وابن جريج، وثور بن يزيد، وسيف بن سليمان المكي، وأفلح بن حميد، وموسى بن عبيدة، والأوزاعي، وابن أبي عروبة، وعمر بن ذر، ومحل بن محرز الضبي، والثوري، ومسعر بن كدام، وعبد الحميد بن جعفر، ويونس بن أبي إسحاق، ومالك بن مغول.

### تلامذته
حدث عنه موسى بن أعين، وابن المبارك، وبقية بن الوليد، ووكيع بن الجراح، -وهم من جيله- وبشر بن الحارث، والحسن بن بشر، وإبراهيم بن عبد الله الهروي، ومحمد بن جعفر الوركاني، ومحمد بن عبد الله بن عمار الموصلي، وعبد الله بن أبي خداش، ومحمد بن أبي سمينة، ومسعود بن جويرية، وهشام بن بهرام المدائني، وأبو هاشم محمد بن علي الموصلي، وولده أحمد بن المعافى، وعبد الوهّاب بن فليح المكي، وموسى بن مروان الرقي.

## أقوال العلماء فيه
- شمس الدين الذهبي: "كان من أئمة العلم والعمل، قل أن ترى العيون مثله".
- عيسى بن يونس: "خرج علينا الأوزاعي، ونحن ببيروت، أنا، والمعافى بن عمران، وموسى بن أعين ومعه كتاب «السنن» لأبي حنيفة، فقال: لو كان هذا الخطأ في أمة، لأوسعهم خطأ، ثم قال ما ولد في الإسلام مولود أشأم عليهم من أبي حنيفة. ثم قال يزيد بن محمد: صنف المعافى في الزهد والسنن والفتن والأدب وغير ذلك".
- أحمد بن يونس: كان سفيان الثوري يقول: المعافى بن عمران ياقوتة العلماء.
- بشر الحافي: "إني لأذكر المعافى اليوم، فانتفع بذكره، وأذكر رؤيته فأنتفع".
- وكيع بن الجراح: حدثنا المعافى، وكان من الثقات.
- عبد الرحمن الأوزاعي: لا أقدم على المعافى الموصلي أحداً.
- محمد بن سعد البغدادي: كان المعافى ثقة خيرا فاضلا صاحب سنة.
- الهيثم بن خارجة: ما رأيت رجلا آدب من المعافى بن عمران، وبلغنا أن المعافى كان أحد الأسخياء الموصوفين، أفنى ماله الجود، كان إذا جاءه مَغَلُّهُ، أرسل منه إلى أصحابه ما يكفيهم سنة، وكانوا أربعة وثلاثين رجلا.
- يحيى بن معين: المعافى ثقة.[1]

## وفاته
توفي المعافى فيما قاله سلمة بن أبي نافع وابن عمار الموصلي سنة 185 هـ، بينما قال الهيثم بن خارجة ورباح بن الجراح أن وفاته كانت سنة 186 هـ، وأما علي بن حسين الخواص، فقال أنها كانت سنة 184 هـ. وتوفي ودفن بالموصل.